# Du rififi chez les samouraïs
Pour plus de détails, voir Fiche technique et Distribution.
Du rififi chez les samouraïs (戦国野郎, Sengoku yarō) est un fim de samouraï qui, réalisé en 1963 par Kihachi Okamoto, décrit comment un samouraï fuit son clan et recourt à une contrebande d'armes à feu pour le compte d'une armée rivale.
David Desser, spécialiste du cinéma japonais, qualifie le film d'« excentrique ».

## Synopsis
En 1561, au plus fort de l'époque Sengoku, Ochi Kittan est le meilleur espoir du seigneur Shingen Takeda. Avide de réussite sociale, il fuit son clan pour tenter sa chance au milieu du chaos ambiant. Sa tête est mise à prix par Shingen, qui envoie à ses trousses une armée de ninjas. Ochi, désormais guerrier solitaire et sans maître, aide, avec de nouveaux amis de fortune, à faire parvenir quelque 300 fusils à un seigneur de guerre japonais.

## Fiche technique
- Titre : Du rififi chez les samouraïs[3]
- Titre original : 戦国野郎 (Sengoku yarō?)
- Réalisation : Kihachi Okamoto
- Scénario : Kihachi Okamoto, Takeshi Sano, Shin'ichi Sekizawa (en)[2]
- Musique : Masaru Satō[2]
- Photographie : Yuzuru Aizawa (ja)
- Décors : Hiroshi Ueda
- Production : Tomoyuki Tanaka[2]
- Société de production : Tōhō[2]
- Société de distribution : Tōhō
- Pays de production :  Japon
- Langue originale : japonais
- Format : noir et blanc - 2,35:1 (Tohoscope) - son mono - 35 mm
- Genres : film d'aventures, jidaigeki, chanbara
- Durée : 98 minutes[3],[4] (métrage : sept bobines - 2 672 m[4])
- Date de sortie :
  - Japon : 24 mars 1963[4]

## Distribution
- Yūzō Kayama : Ochi Kittan
- Makoto Satō : Kinoshita Tokichiro
- Yuriko Hoshi : Sagiri
- Kumi Mizuno : dame Taki
- Hiroshi Hasegawa (ja) : Hachisuka Koroku
- Jun Tazaki : Ariyoshi Sosuke
- Ichirō Nakatani : Doshi Harima

## Sortie en salles
Le film, distribué par Tōhō, sort en salles au Japon le 24 mars 1963. Il est distribué aux États-Unis par Toho International, en version sous-titrée le 19 juillet 1963, puis en version doublée.
En France, il est projeté le 6 février 2025, à la maison de la culture du Japon à Paris, lors du 17e volet du cycle « Les maîtres méconnus du cinéma japonais » : « Kihachi Okamoto, le John Ford japonais ».